# U-859
L'U-859 fu un sommergibile tedesco tipo IX-D2 al servizio della Kriegsmarine durante la seconda guerra mondiale. Partecipò alla battaglia dell'Atlantico e alla guerra del Pacifico e affondò un totale di tre navi, per un totale di 20.853 di tonnellaggio distrutto. Venne affondato il 23 settembre 1944 nello Stretto di Malacca dal sommergibile britannico HMS Trenchant.

## Affondamenti
Dati tratti da uboat.net
| Data              | Nome       | Tonnellaggio |
| ----------------- | ---------- | ------------ |
| 26 aprile 1944    | Colin      | 6.255        |
| 28 agosto 1944    | John Barry | 7.176        |
| 1º settembre 1944 | Troilus    | 7.422        |